# Vendise
Koordinaten: 58° 23′ N, 22° 21′ O
Vendise ist ein Dorf (estnisch küla) auf der größten estnischen Insel Saaremaa. Es gehört zur Landgemeinde Saaremaa (bis 2017: Landgemeinde Lääne-Saare) im Kreis Saare.
Das Dorf hat 28 Einwohner (Stand 1. Januar 2016). Seine Fläche beträgt 8,23 km².